# Anthisnes
Anthisnes (prononcer [ɑ̃tin] ; en wallon Antène) est une commune francophone de Belgique située en Région wallonne dans la province de Liège, ainsi qu'une localité où siège son administration. Elle se trouve à 25 km au sud-ouest de Liège, dans le Condroz.

## Géographie

### Situation et description de la commune
61 % de son territoire sont constitués de terres agricoles et 26 % de forêts[réf. souhaitée].
La commune se trouve dans le Condroz liégeois sur les contreforts de la vallée de l'Ourthe. Elle fait partie du Groupement Régional Économique des vallées de l'Ourthe, de la Vesdre et de l'Amblève (GREOVA) et de la maison du tourisme du Pays d'Ourthe-Amblève.
| Nandrin | Neupré    | Esneux           |
| Tinlot  | Anthisnes | Comblain-au-Pont |
|         | Ouffet    | Hamoir           |

### Sections de commune
| # | Nom               | Superf. (km²) | Habitants (2020) | Habitants par km² | Code INS |
| - | ----------------- | ------------- | ---------------- | ----------------- | -------- |
| 1 | Anthisnes         | 14,41         | 1.896            | 132               | 61079A   |
| 2 | Hody              | 2,91          | 322              | 111               | 61079B   |
| 3 | Tavier            | 16,22         | 1.185            | 73                | 61079C   |
| 4 | Villers-aux-Tours | 3,78          | 795              | 210               | 61079D   |

### Villages, hameaux et lieux-dits constituant la commune
Anthisnes, Baugnée, Berleur, Coibehay, Hestreux, Hody, Houchenée, Lagrange, La Ramée, La Rock, Les Floxhes, Les Stepennes, Limont, Moulin, Rapion, Targnon, Tavier, Tolumont, Viegeay, Vien, Villers-aux-Tours et Xhos.

### Description du village
La partie la plus ancienne du village a été bâtie suivant des rues formant grosso modo un triangle. Il s'agit des voiries actuelles nommées l'avenue de l'Abbaye, la rue du Centre, la partie nord de la rue Falloise, le Thier des Vignes et la partie sud de la rue Elva. Parmi les habitations anciennes les plus remarquables, on peut citer la fermette située aux nos 3/5 du Thier des Vignes (partie en colombages), l'ancien presbytère daté de 1673 sis au n°15 de la rue du Centre, la ferme du Pouxhon citée dès 1585 et située au n°27 de l'avenue de l'Abbaye ainsi que les constructions les plus importantes du village reprises dans le paragraphes Patrimoine.

## Démographie

### Démographie: Avant la fusion des communes
- Source: DGS recensements population

### Démographie: Commune fusionnée
En tenant compte des anciennes communes entraînées dans la fusion de communes de 1977, on peut dresser l'évolution suivante :
Les chiffres des années 1831 à 1970 tiennent compte des chiffres des anciennes communes fusionnées.
- Source: DGS , de 1831 à 1981=recensements population; à partir de 1990 = nombre d'habitants chaque 1 janvier[3]

## Histoire
Selon la tradition, Anthisnes aurait été fondée par Sedroc, quatrième roi de Tongres. Il est cependant établi que la région était déjà occupée par les Condruses. À l'époque de la colonisation romaine la voie impériale reliant Durocortoroum (Reims) à Colonia Agripina (Cologne), traversait la commune d'ouest en est. La présence d'une villa gallo-romaine sur le territoire et dite d'Antinac serait plus vraisemblablement à l'origine du toponyme.
Dès le Moyen Âge, les seigneuries de Baugnée, Tavier, Villers-aux-Tours faisaient partie des sept seigneuries d'au-delà des Bois, relevant du duché de Limbourg, enclave dans la principauté de Liège.
Anthisnes et Vien ont appartenu à la principauté de Liège depuis le Moyen Âge jusqu'en 1768, année où ces deux villages deviennent la possession de la principauté de Stavelot-Malmedy (comté de Logne), en échange de Ougrée, jusqu'en 1795 et l'annexion à la France où tous les villages de la commune actuelle font partie du département de l'Ourthe jusqu'en 1815.

### Avouerie d'Anthisnes

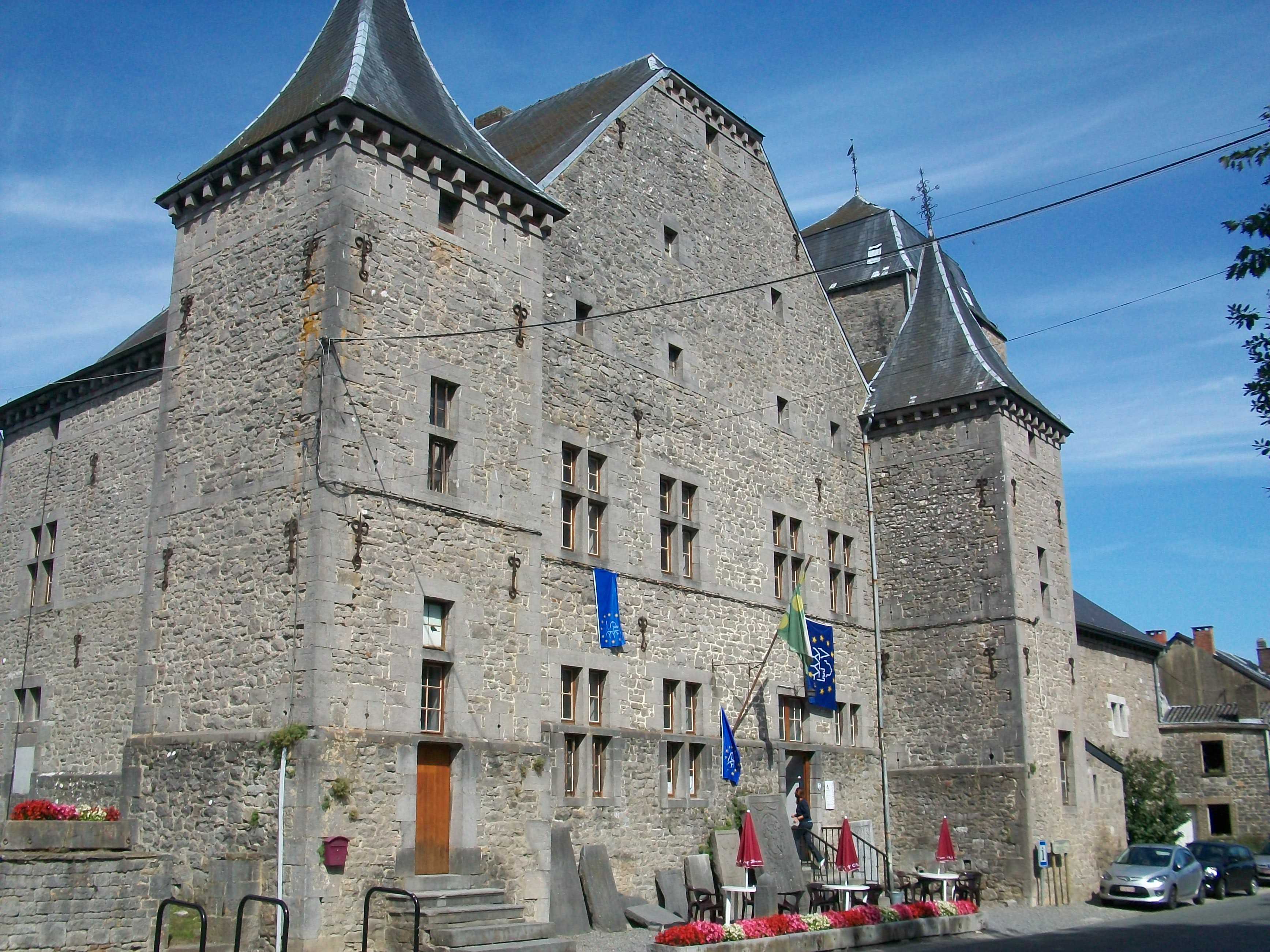
Avouerie d'Anthisnes : corps de logis.
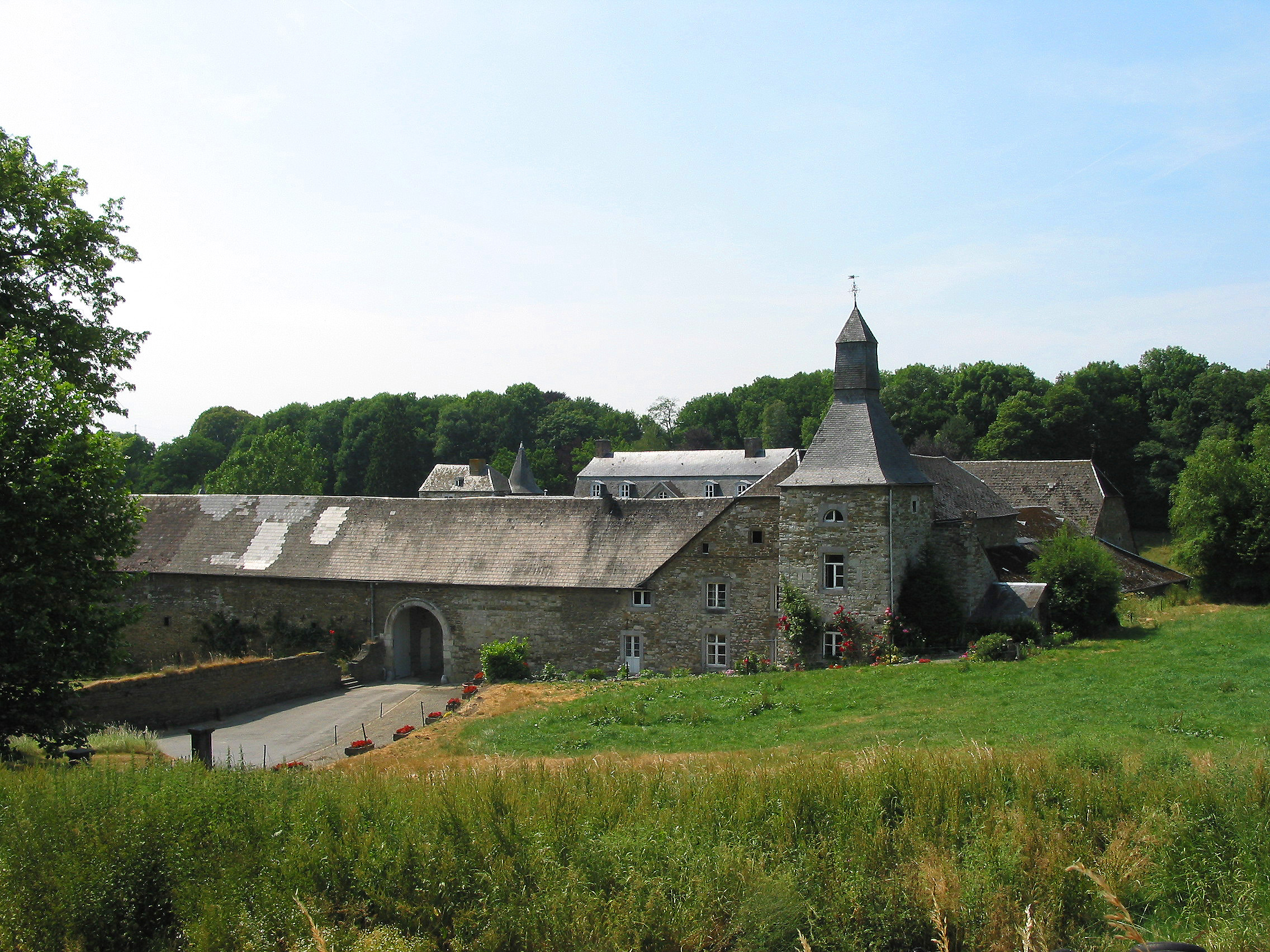
Limont : la ferme « de la Chapelle » (XVe -XIXe siècle).

## Héraldique
|  | La ville possède des armoiries qui lui ont été octroyées le 4 avril 1996. Blasonnement : De sinople à une fasce d'argent chargée de trois mouchetures d'hermine de sable et accompagnée de trois besants d'or. - Délibération communale : 7 juin 1900 - Arrêté de l'exécutif de la communauté : 4 avril 1996 |
|  | Drapeau d'Anthisnes : trois laizes longitudinales verte, blanche et verte, d'égale largeur, la 1e chargée de deux besants jaunes, la 2e de trois mouchetures d'hermine noires, la 3e d'un besant jaune, ces figures occupant la moitié à la hampe. DC 7 juin 1990 - AE 4 avril 1996                          |

## Politique et administration

### Conseil et collège communal 2024-2030
Ci-dessous, le tableau des résultats des élections communales de 2024.
| Parti | Parti               | Voix (2024) | Voix (2018) | % (2024) | % (2018) | +/-    | Sièges  | +/- | Collège |
| ----- | ------------------- | ----------- | ----------- | -------- | -------- | ------ | ------- | --- | ------- |
|       | R.C.                | 621         | -           | 21,08%   | -        | 0.0 %  | 3 / 15  | 3.0 | Non     |
|       | PS-IC               | 1.702       | 1.913       | 57,77%   | 65,25%   | 7.48 % | 11 / 15 | 1.0 | Oui     |
|       | Collectif Citoyen   | 233         | -           | 7,91%    | -        | 0.0 %  | 0 / 15  | 0.0 | Non     |
|       | Anthisnes Autrement | 390         | -           | 13,24%   | -        | 0.0 %  | 1 / 15  | 1.0 | Non     |
|       | PP                  | -           | 76          | -        | 2,59%    | 0.0 %  | - / 15  | 0.0 | Non     |
|       | CiM                 | -           | 405         | -        | 13,81%   | 0.0 %  | - / 15  | 1.0 | Non     |
|       | MR-CDH-IC           | -           | 538         | -        | 18,35%   | 0.0 %  | - / 15  | 2.0 | Non     |
| Total | Total               | 2 946       | 2 932       | 100 %    | 100 %    |        | 15      |     |         |

| Collège communal   |                |                     |
| ------------------ | -------------- | ------------------- |
| Bourgmestre        | Marc Tarabella | Indépendant - PS-IC |
| 1er Échevin        | Michel Evans   | PS - PS-IC          |
| 2e Échevin         | Toni Pelosato  | PS - PS-IC          |
| 3e Échevine        | Nathalie Seron | PS-IC               |
| Présidente du CPAS | Coralie ARNOLS | PS-IC               |

### Liste des bourgmestres depuis 1830
- Marc Tarabella, à partir de 2007, (PS puis indépendant)[8].

## Patrimoine et culture

### Patrimoine architectural
Le centre du village d'Anthisnes possède trois importantes constructions classées et proches l'une de l'autre : l'avouerie d'Anthisnes, la ferme d'Omalius et la ferme abbatiale Saint-Laurent. Les deux dernières citées ont été récemment restaurées.
- Liste du patrimoine immobilier classé d'Anthisnes.
- Église Saint-Pierre de Hody.
- Château de Vien.

### Culture

#### Événements
Tous les deux ans (années paires), Anthisnes est le cadre du festival de musique celtique Les Anthinoises.